# Дубовая аллея (Полтавская область)
Дубовая аллея — ботанический памятник природы местного значения на Украине. Расположена в пределах Гадячского района Полтавской области. Находится в селе Максимовка Рымаровского сельсовета.
Памятником природы объявлена в соответствии с постановлением Полтавского областного совета № 329 от 22 июля 1969 года. Площадь аллеи составляет 0,5 гектара. Расположена на центральной улице села.
Памятник природы образован с целью сохранения группы вековых деревьев дуба обыкновенного, высаженных в аллейном стиле. В аллее произрастает не менее 30 деревьев возрастом старше 120 лет.